# Jimmie Johnson (giocatore di football americano)
Jimmie Olden Johnson Jr. (Augusta, 6 ottobre 1966) è un ex giocatore di football americano e allenatore di football americano statunitense che ha giocato nel ruolo di tight end nella National Football League (NFL). Al college giocò a football alla Howard University.

## Carriera da giocatore
Johnson fu scelto nel dodicesimo giro del Draft NFL 1989 dai Washington Redskins con cui nel 1991 vinse il Super Bowl XXVI battendo i Buffalo Bills. Successivamente giocò con i Detroit Lions dal 1992 al 1993, coi Kansas City Chiefs nel 1994 e i Philadelphia Eagles dal 1995 al 1998.

## Vittorie e premi
- Super Bowl : 1

Washington Redskins: XXVI
- National Football Conference Championship: 1

Washington Redskins: 1991

## Statistiche
| Yard ricevute | 723 |
| Touchdown     | 5   |